# Cảnh hậu danh đề
Một cảnh hậu danh đề (tiếng Anh: post-credits scene, after-credits sequence)  là một đoạn phim ngắn xuất hiện sau khi kết thúc hoàn toàn hoặc một phần của danh đề kết thúc, hoặc thậm chí là sau khi logo hãng sản xuất của bộ phim điện ảnh, phim truyền hình hay video game đó chạy qua. Thông thường, nó thường có tính chất gây hài hoặc mang gợi ý cho phần hậu truyện tiếp theo.

## Lịch sử
Vào năm 1903, bộ phim câm The Great Train Robbery kết thúc với cảnh tên thủ lĩnh của băng nhóm ngoài vòng pháp luật nhắm và bắn thẳng về phía khán giả (sau khi anh ta đã bị giết trong cảnh trước đó).
Một trong những lần xuất hiện đầu tiên của after credit trong một bộ phim hiện đại là ở The Muppet Movie năm 1979, và việc sử dụng các cảnh như vậy đã trở nên phổ biến trong suốt những năm 1980 cho phần kết thúc của những bộ phim hài. Vào năm 1980, bộ phim Airplane! kết thúc bằng một cuộc gọi lại cho một hành khách taxi bị bỏ rơi, người không phải là nhân vật chính và cũng không còn xuất hiện từ sau cảnh quay đầu tiên. The Muppet Movie cũng bắt đầu một xu hướng sử dụng những cảnh như vậy để phá vỡ bức tường thứ tư, và phần còn lại của bộ phim cũng không bị ảnh hưởng. Những cảnh này thỉnh thoảng được sử dụng dưới hình thức "siêu hư cấu" (metafiction), ở đó các nhân vật tự nhận thức được họ đang ở cuối bộ phim và thậm chí, nói chuyện trực tiếp với khán giả để "đuổi" họ rời khỏi rạp. Các bộ phim sử dụng công nghệ này là Kỳ nghỉ của Ferris Bueller (trong phim nam nhân vật chính thậm chí phá vỡ bức tường thứ tư suốt cả bộ phim) và bộ phim làm lại của The Producers (trong đó có cả sự xuất hiện với vai trò khách mời của nhà sáng tạo Mel Brooks). Gần đây nhất, bộ phim Deadpool (2016) cũng nhại lại cảnh hậu danh đề kinh điển trong Kỳ nghỉ của Ferris Bueller.
Cảnh hậu danh đề cũng xuất hiện trong các chương trình truyền hình dài kỳ như Gravity Falls với các mật mã xuất hiện sau mỗi tập phim.
Hiện nay, cùng với xu hướng Vũ trụ phim kết nối với nhau, các cảnh hậu danh đề (after-credits/post-credits scene) trong các bộ phim điện ảnh đã trở nên rất quen thuộc và cũng là một phần mong đợi nhất của khán giả tò mò về những gợi ý điều gì sẽ diễn ra trong các tác phẩm kế tiếp. Các nhà làm phim đã dựa vào xu hướng đó để khéo léo sử dụng lồng ghép cảnh hậu danh đề phim như một phương pháp "níu kéo" khán giả ngồi xem danh đề phim tới khi kết thúc, thể hiện sự tôn trọng với những người, đơn vị góp phần làm nên bộ phim thay vì để khán giả ra về ngay sau khi bộ phim kết thúc .
Xu hướng lạm dụng các cảnh hậu danh đề diễn ra ngày càng nhiều hơn trong các phương tiện giải trí đại chúng, nhiều trường hợp các cảnh này diễn ra thậm chí không cần đến sự xuất hiện của credit, như một số phim ngắn hoặc các đoạn phim hội họa, việc này cũng đồng thời giúp mở rộng thêm khái niệm về các cảnh hậu danh đề 

## Ví dụ trong các bộ phim hiện đại
Thập niên 1980 khá thịnh hành lối châm biếm theo hình thức "siêu hư cấu" (metafiction), dù chúng vẫn được sử dụng chủ yếu cho những bộ phim hài. Các cảnh hậu danh đề trở thành nơi có ích cho những phân đoạn hài hước không phù hợp với mạch chính của bộ phim. Hầu hết đều là các đoạn phim ngắn không rõ ràng kết hợp với nhau - đề cập tới những nhân vật phụ mà số phận của họ không được giải thích chi tiết trước đó, hoặc các câu truyện không được trích dẫn đầy đủ. Ví dụ, tất cả năm phần phim Cướp biển vùng Caribbean đều có những cảnh như vậy.
Ngay cả khi các cảnh hậu danh đề đã bắt đầu được sử dụng bởi những bộ phim có sự phát triển hài hước, vẫn có thể sử dụng cùng một định dạng cho việc kết thúc các cốt truyện không đầy đủ hoặc các nhân vật không quan trọng. Dùng chất hài hước trong những cảnh như vậy cũng vẫn phổ biến đối với những bộ phim nghiêm túc hơn, như trong phim Daredevil (2003), trong đó Bullseye xuất hiện sau khi bị đánh bại bởi Daredevil. Nhiều bộ phim khác đã bỏ qua hướng hài hước để hé lộ một vài chi tiết bí ẩn gây bất ngờ ở một nơi nào đó trong bộ phim, như cảnh hậu danh đề của X-Men: The Last Stand đã tiết lộ Giáo sư X vẫn còn sống. Một ví dụ khác là "sợi dây nối" (stinger) ở cuối phần phim Harry Potter và Phòng chứa bí mật đề cập đến việc mất trí nhớ của Lockhart. Ví dụ thứ ba là trong Young Sherlock Holmes 1985, suốt toàn bộ cảnh hậu danh đề, Rathe đã được đưa tới một nhà trọ Alpine, nơi ông đã ký vào sổ đăng ký là "Moriarty".
Với sự gia tăng của dòng phim nhượng quyền thương hiệu (franchise) được lên kế hoạch từ trước, các cảnh hậu danh đề thường được dùng để "nhá hàng" cho khán giả các phần hậu truyện tiếp theo, đôi khi bao gồm một cảnh kết thúc dang dở trong khi mạch phim chính lại hoàn toàn độc lập. Bản phát hành điện ảnh của The Matrix Reloaded đã thiết lập "sợi dây nối" với phần tiếp theo bằng cách dùng chính video trailer  giới thiệu cho phần hậu truyện The Matrix Revolutions làm cảnh hậu danh đề.
Các bộ phim thuộc Vũ trụ Điện ảnh Marvel đã sử dụng rất nhiều cảnh trung danh đề (mid-credit scenes) hoặc hậu danh đề (đôi khi cả hai) để chủ yếu, nhưng không phải luôn luôn, phục vụ mục đích nhá hàng cho một tác phẩm tương lai của Marvel Studios. Chẳng hạn, trong cảnh hậu danh đề của Người Sắt 2 (2010), một chiếc búa lớn trên miệng núi lửa ở sa mạc New Mexico được phát hiện bởi Đặc vụ Coulson S.H.I.E.L.D., dẫn tới tác phẩm tiếp theo, Thor (2011); trong khi các cảnh hậu danh đề của Captain America 2: Chiến binh mùa đông (2014) theo trình tự lại giới thiệu Pietro và Wanda Maximoff, hai nhân vật mới sẽ đối đầu nhóm rồi sau đó gia nhập vào đội Avengers trong Avengers: Đế chế Ultron (2015) .
Ở những lần khác không phải với mục đích "nhá hàng", những cảnh trung danh đề và hậu danh đề thường là những mẩu chuyện đùa, như cảnh các thành viên Avengers đang ngồi ăn shawarma trong một nhà hàng tàn tạ sau trận chiến trong The Avengers (2012); hay cảnh Captain America phá vỡ bức tường thứ tư và "giáo dục" khán giả về tính kiên nhẫn trong Người Nhện: Trở về nhà (2016). Thậm chí, trong Vệ binh dải Ngân Hà 2 (2017) có tới 5 cảnh hậu danh đề vừa tiết lộ về các nhân vật và sự kiện bí ẩn có thể xuất hiện trong các tác phẩm tương lai; cũng như những cảnh hài hước về nhân vật Groot tuổi vị thành niên; và đặc biệt nhà sáng tạo Stan Lee cũng xuất hiện trong một vai trò khách mời tri ân khi đang nói chuyện với các thực thể The Watcher, mà hoàn toàn có thể được phát triển xa hơn trong tương lai .
Các cảnh hậu danh đề xuất hiện trong một vài tác phẩm của Pixar, như Đời con bọ (1998), Câu chuyện đồ chơi 2 (1999), Những mảnh ghép cảm xúc (2015), Đi tìm Dory (2016), thường là những cảnh hài hước. Một số khác, như Vương quốc xe hơi (2006) và Câu chuyện đồ chơi 3 (2010) lại đề cập đến như một phần kết thúc.

## Trong các trò chơi điện tử
Trò chơi điện tử, đặc biệt là những trò chơi có câu chuyện phức tạp, cũng sử dụng các cảnh hậu danh đề. Trong
EarthBound, Ness đánh thức cửa trước giống như phần đầu của trò chơi, và tìm thấy Picky - anh trai của Pokey với một thông điệp từ Pokey rằng anh ta đã trốn thoát và muốn Ness đến và đưa anh ta đi. Thông thường, các cảnh hoặc giọng nói sau phần danh đề, của một hoặc nhiều nhân vật tiết lộ thông tin về viễn cảnh mới cho các sự kiện trước đó cũng như thiết lập một phần cấp độ tiếp theo của trò chơi.